# Parviz Mirza
Parviz Mirza (Kabul, 31 ottobre 1589 – Burhanpur, 28 ottobre 1626) è stato un principe indiano, secondogenito dell'imperatore Moghul Jahangir.

## Biografia
Parviz Mirza nacque a Kabul il 31 ottobre 1589, come figlio del principe Moghul Salim Mirza, figlio dell'imperatore Akbar e futuro imperatore Jahangir, e di una delle sue consorti, Sahib Jamal. 
Da ragazzo, era noto per essere vivace e sportivo, e un gran giocatore di polo, come testimoniano miniature che lo mostrano giocare con suo padre, il visir Asaf Khan e il suo fratellastro Khurram, ma in seguito si dimostrò politicamente e militarmente incompetente e iniziò a essere giudicato di personalità debole e viziosa, perdendo il supporto della corte e finendo, di fatto, per essere escluso dalla successione a favore dei fratelli minori Khurram e Shahryar. 
Nel 1604, supportò la fallita rivolta di suo padre contro Akbar e, quando Salim si arrese a seguito della morte di sua nonna Mariam-uz-Zamani, lo accompagnò ad Agra a rendere atto di sottomissione.
Nel 1605, Akbar morì e Salim salì al trono come nuovo imperatore, prendendo il nome di Jahangir. Il nuovo imperatore iniziò subito una massiccia serie di campagne di conquista e inviò Parviz a Mewar, ufficialmente come comandante di 20.000 uomini, ma in realtà sotto la tutela del suo gran visir, Asaf Khan. Nel 1608, Parviz fu inviato nel Deccan per sedare la rivolta di Malik Ambar e dei Marathi, nominandolo governatore di Khandesh e Berar. Parviz arrivò solo nel 1610 e, nonostante le risorse a lui concesse, si dimostrò completamente incapace di gestire l'amministrazione o l'esercito e si limitò quindi a tenere corte a Burhanpur. I resoconti europei sono particolarmente pungenti nei suoi confronti, paragonandolo a un attore teatrale che interpreta il re e che la sua principale occupazione era l'harem, mentre Khan Khana, luogotenente di Jahangir, governava al suo posto. Alla fine, stufo dei suoi ripetuti insuccessi, nel 1616 Jahangir lo sostituì col fratello minore Khurram, che in poco più di un anno riportò l'intera regione sotto il controllo Moghul.
Nel 1622, Parviz venne nominato governatore di Bihar. Poco dopo, Khurram, forte del sostegno politico e militare di diverse personalità, si ribellò contro Jahangir e soprattutto contro la sua ultima consorte, Nur Jahan, la quale regnava de facto sull'impero. Nur Jahan ordinò quindi a tutti i fedeli dell'imperatore, fra cui Parviz, di rientrare a corte. Il principe rispose con notevole ritardo, forse per prendere il tempo necessario a valutare chi sarebbe uscito vincente dallo scontro. Nel maggio 1623, finalmente giunto a corte, gli venne affidato il compito di catturare il fratellastro, ma anche questa volta si trattava di una facciata, col reale comando affidato a Mahabat Khan. Dopo diverse sconfitte e la perdita del suo principale alleato, Khan Kana, che disertò a favore di Parviz dopo aver finto di recarsi da lui in colloquio diplomatico, Khurram fuggì. Piuttosto che rincorrerlo come da ordine, Parviz preferì lasciar perdere e tornare a Burhanpur, lasciando Khurram a riorganizzarsi nel Golconda, da cui lanciò una serie di incursioni fallite. Alla fine, il principe ribelle fu definitivamente sconfitto nel 1625. Sebbene gli venne risparmiata la vita per volere di Nur Jahan, che temeva l'ascesa di Mahabat Khan, fu declassato al di sotto di Parviz. Poco dopo, nemico di Nur Jahan, Mahabat Khan fu esiliato.
Con la caduta in disgrazia di Khurram e la morte di Khusrau, sembrava che gli unici concorrenti al trono fossero Parviz e il suo fratellastro minore, Shahryar. Parviz non era stimato, ma aveva guadagnato sostegno grazie alla sua usurpazione delle vittorie di Mahabat Khan. Di conseguenza, Nur Jahan sostenne invece Shahryar, a cui diede in moglie la sua unica figlia, Mihrunnissa. In seguito, forzò Parviz a ritirarsi a Burhanpur e a evitare ulteriori contatti con Mahabat.
Nel 1626, Parviz cedette definitivamente all'alcoolismo. Alla fine dell'anno, cadde in coma, morendo il 28 ottobre senza riprendere conoscenza se non per poche ore. Voci di corridoio attribuirono la sua morte a Khurram, che aveva già fatto uccidere Khusrau. Le morti dei suoi fratelli gli furono rinfacciate da suo figlio Aurangzeb, che a sua volta depose suo padre.
Parviz venne sepolto prima a Burhanpur e poi ad Agra, in un mausoleo costruito su modello di quello di Tamerlano e situato nel giardino Char Bagh. Un tempo imponente, è oggi in rovina a causa della mancata manutenzione statale.

## Personalità e vita privata
Come detto, Parviz non era stimato dalle élite militari e politiche Moghul, da cui era considerato un incompetente di carattere debole e dedito al vizio. Tuttavia, fra tutti i figli di Jahangir, fu l'unico a mostrargli costantemente lealtà e devozione. Quando, nel 1620, Jahangir si ammalò, Parviz fu l'unico a vegliare al suo fianco e a tentare ogni cosa per salvargli la vita, comprese pratiche magiche come la circumambulazione. 
Parviz era giudicato anche avido e tirannico dai suoi sudditi. I mercanti delle province su cui governava tentavano di nascondere le loro ricchezze per evitare tasse esagerate e sequestri. Era mal visto anche dai diplomatici stranieri, come testimoniato da Thomas Roe: quando questi si presentò a corte, gli fu negato di avvicinarsi e di sedersi, e fu obbligato ad appoggiarsi a un pilastro per reggersi in piedi durante l'attesa. Quando finalmente fu ricevuto, Parviz si presentò ubriaco e incapace di conversare.

## Famiglia

### Consorti
Parviz Mirza aveva tre consorti note:
- Jahan Banu Begum. Sua cugina in quanto figlia del principe Murad Mirza, figlio dell'imperatore Akbar. I due vennero promessi per volere di Jahangir il 12 settembre 1606 e si sposarono il 29 ottobre nel palazzo dell'imperatrice madre Mariam-uz-Zamani. La dote concessa alla sposa era di 130.000 rupie, e altre 9.000 furono distribuite in elemosina ai poveri.
- Figlia di Rustam Mirza, figlio di Behram Mirza Safawi. Si sposarono nel 1612 per volere di Jahangir.
- Manbhavati Bai. Era una principessa Rajput, figlia di Raja Suraj Singh di Marwar e di Kishnavati Bai, figlia adottiva dell'imperatore Akbar; e sorella di Raja Gaj Singh. Si sposarono il 10 aprile 1624. Era nota come una donna di grande intelligenza e cultura.

### Figli
Parviz Mirza aveva almeno quattro figli, tutti morti bambini:
- Durandish Mirza (2 febbraio 1615 - 5 dicembre 1619) - con Jahan Banu Begum.
- Azam Mirza.
- Keshwar Kosha Mirza.
- Sulaiman Shikoh Mirza.

### Figlie
Parviz Mirza aveva almeno una figlia:
- Nadira Banu Begum (1618 - 1659) - con Jahan Banu Begum. Sposò suo cugino Dara Shikoh, figlio dell'imperatore Shah Jahan e suo erede presunto, da cui ebbe sette figli.